# 塚本俊雄
塚本 俊雄（つかもと としお、1912年（明治45年）3月29日 - 1990年（平成2年）9月1日）は、昭和から平成初期の地方公務員、政治家。東京都目黒区長（4期）。

## 来歴・人物
静岡県磐田市生まれ。目黒区総務課長、1965年総務部長、監査委員、1970年助役を経て、1975年区長。
1990年9月1日、急性心不全のため任期中に死去。78歳没。